# Stora Skinnfisken
Stora Skinnfisken är en sjö i Ljusnarsbergs kommun i Västmanland och ingår i Norrströms huvudavrinningsområde. Sjön är 13,5 meter djup, har en yta på 0,051 kvadratkilometer och befinner sig 300 meter över havet.